# Hans-Georg Fehn
Hans-Georg Fehn (* 16. September 1943 in Dessau; † 6. Juni 1999 in Magdeburg) war ein Wasserballspieler aus der DDR. Er war Europameisterschaftszweiter 1966.

## Sportliche Karriere
Bei der Europameisterschaft 1966 in Utrecht gewann die Auswahl aus der DDR ihre Vorrundengruppe und ihre Zwischenrundengruppe jeweils vor den Jugoslawen. In der Finalrunde siegte die Mannschaft mit 2:1 über Italien. Das letzte Spiel gewann die Mannschaft aus der Sowjetunion mit 1:0 gegen die DDR-Auswahl. Damit war die sowjetische Mannschaft Europameister vor der DDR-Auswahl und den Jugoslawen. Die beiden Torhüter der DDR-Auswahl waren Hans-Georg Fehn und Peter Schmidt.
Bei den Olympischen Spielen 1968 in Mexiko-Stadt war die Wasserballnationalmannschaft Teil der Olympiamannschaft aus der DDR. In der Vorrunde war die Mannschaft mit fünf Siegen bei einem Unentschieden und einer Niederlage punktgleich mit den Jugoslawen, die aber wegen der besseren Tordifferenz in die Finalrunde einzogen. Nach den Platzierungsspielen lag die Mannschaft aus der DDR wie vier Jahre zuvor auf dem sechsten Platz. Fehn und Schmidt wurden in allen neun Spielen eingesetzt. Fehn wurde als bester Torhüter des Turniers in das All-Star-Team berufen. Insgesamt bestritt Fehn 180 Länderspiele für die Wasserballnationalmannschaft der DDR.
Hans-Georg Fehn spielte von 1962 bis 1975 als Torhüter für die SG Dynamo Magdeburg, mit dem er zahlreiche Meistertitel gewann. 
1968 stellte die DDR die staatliche Förderung für den Wasserballsport ein, es gab danach nur noch reinen Amateursport, Fehn blieb weiter als Torwart aktiv. Hauptberuflich war er als Sportlehrer an Magdeburger Schulen tätig, nach der Wende arbeitete er als Schwimmlehrer.